# Louise Leakey
Louise Leakey (Nairobi, 21 de març de 1972), princesa de Merode, és una antropòloga i paleontòloga kenyana. Fa investigacions i treballs de camp sobre fòssils humans a l'Àfrica oriental.

## Biografia

### Primers anys i educació
Louise Leakey va néixer el 1972 a Nairobi, Kenya. És filla del paleoantropòleg, conservacionista i polític kenyà Richard Leakey i de la paleoantropòlega britànica Meave Leakey. El 1972, any en què va néixer, va morir el seu avi també paleoantropòleg, Louis Leakey. Va participar per primera vegada en descobriments de fòssils el 1977, quan als cinc anys es va convertir en la persona documentada més jove que va trobar un fòssil hominoid.
Leakey va obtenir el batxillerat internacional de l'United World College of the Atlantic i una llicenciatura en ciències, geologia i biologia per la Universitat de Bristol. Es va doctorar al University College de Londres el 2001.

### Carrera
El 1993, Leakey es va unir a la seva mare com a colíder de missions paleontològiques al nord de Kenya. El projecte d'investigació de Koobi Fora ha estat un programa important que ha permès alguns dels descobriments fòssils d'homínids més notables de les darreres dues dècades, sent el més recent el Kenyanthropus platyops.
Leakey ha promogut una iniciativa per col·locar models digitals de col·leccions de fòssils en un laboratori virtual, African Fossils, on es poden descarregar models, imprimir en 3D o tallar-los en cartró per tornar-los a muntar.

### Vida personal
El 2003, Leakey es va casar amb el príncep Emmanuel de Merode, un primatòleg belga. Porta el títol de princesa de Merode per matrimoni. La parella té dues filles:
- La princesa Seiyia de Merode; nascutda el 2004.
- La princesa Alexia de Merode; nascuda el 2006.